# NGC 6566
NGC 6566 is een elliptisch sterrenstelsel in het sterrenbeeld Draak. Het hemelobject werd op 27 oktober 1861 ontdekt door de Duits-Deense astronoom Heinrich Louis d'Arrest.

## Synoniemen
- MCG 9-30-1
- ZWG 279.2
- KARA 845
- PGC 61418